# قصة مولبو

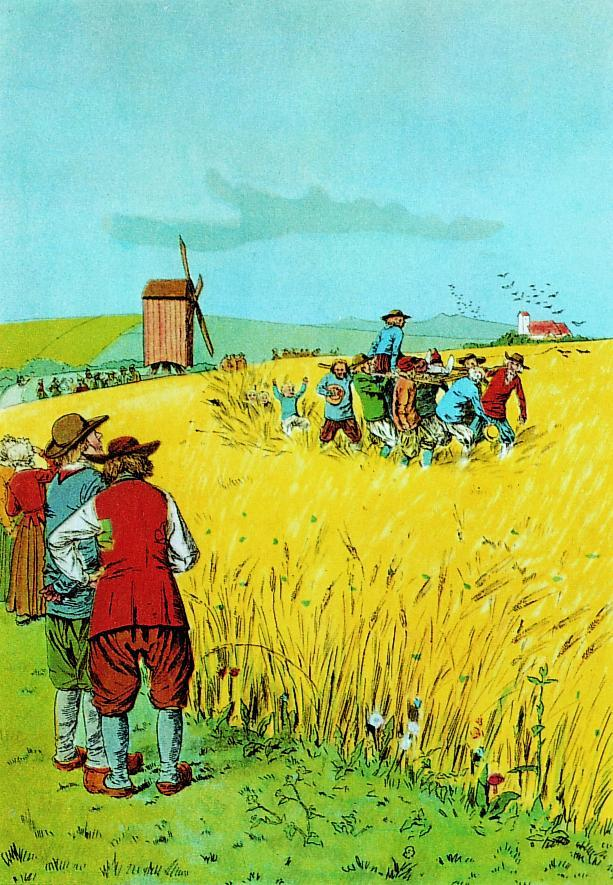
تصوير عام 1887 لقصة مولبو "اللقلق في الذرة"

قصة مولبو هي حكاية شعبية دنماركية عن سكان مولز، الذين يعيشون في يوتلاند الشرقية بالقرب من بلدة إيبلتوفت. في هذه الحكايات، يتم تصوير مولبز بأنهم قوم بسيط يتصرف بحماقة ولكن يحاول أن يكون حكيم.

## تاريخ
أصدر أجيال من الدنماركيين تاريخ مولبو (قصص مولبو) قبل أن تظهر مطبوعة في النهاية. بدأ كريستيان إلوفيوس مانجور،  بالسماح من العاهل الدنماركي كريستيان السابع مطبعة في فيبورغ، نشر في المجموعة الأولى، حكايات أعمال مولبو الشهيرة الحكيمة والشجاعة ، في عام 1771. وتبعها الطبعة الثانية في عام 1780. نٌشرت قصص مولبو على مر السنين في كتب للبالغين والأطفال بعدة لغات، منها الدنماركية  والنرويجية  والإنجليزية. عُثِر على روايات مشابهة في الثقافات الأخرى. إنجلترا، على سبيل المثال، «الكسول جاك»  و «رجال غوثماء الحكماء». في فنلندا يوجد قصص عن شعب هولمولا (الحمقى). 
في عام 1898، عرض الملحن أولفيرت جيسبرسن والشاعر الغنائي هيرمان بيترسن أوبريت «مولوبيرني» (شعب المولز) لأول مرة في كوبنهاغن. لم يقتصر العمل على نتيجة لا تُنسى فقط، ولكن حصل على إشارات عديدة لقصص مولبو مثل «طائر اللقلق في القمح» و «تصنيف الساق».
تلقت النرويج، التي كانت جزءًا من مملكة الدنمارك و النرويج لما يقارب ثلاثة قرون، عديد من التأثيرات الثقافية من الدنمارك. ولذلك، تٌعرف قصص مولبو في كل من الدنمارك والنرويج، وتستخدم كلمة «مولبو» في كلا البلدين كمصطلح للتحقير.و يٌحظر استخدام عبارة «سياسة مولبو» عند التحدث من منصة البرلمان النرويجي.

## الرجل مقطوع الرأس
يمتلك مولبوز طريق طويل إلى الغابة ولذلك يجب عليهم النهوض مبكرًا لجمع الحطب. في صباح أحد الأيام، توجه بعضهم إلى الغابة لإحضار شجرة اشتروها إلى بيوتهم. ولكن في الطريق، فقد الشخص الذي توجه أولاً فأسه، وعندما رأى الآخرون ذلك، اعتقدوا أنه ألقاه بعيدًا لغرض ما، لذا تخلصوا من فؤوسهم أيضًا. الآن، بينما كانوا يقفون في الغابة، لم يكن لديهم ما يقطعون به، ولم يعرفوا ماذا يفعلون على الإطلاق، وبالتأكيد لا يريدون العودة إلى المنزل بأيدي فارغة. في النهاية أحدهم كان لديه فكرة رائعة وهي ان نسحب الشجرة لأسفل؛ ولكن بما أنهم لم يجلبوا حبلًا، تسلق احدهم الشجرة ووضع رأسه في الشق بين فرعين ثم يسحب الآخرون رجليه حتى تستسلم الشجرة. حسنًا، سحبوا وسحبوا، وفي النهاية سقطوا جميعًا إلى الوراء، بما في ذلك الشاب الذي كانوا يسحبونه، فقط لم يكن لديه رأس. لم يتمكنوا من فهم ذلك، ذهبوا للبحث والبحث، لكن لا، لم يجدوا الرأس، لأنه كان عالقًا في الشجرة. حسنًا، ما كان باليد حيله، فقد حان وقت العودة إلى المنزل. وهكذا وضعوا الرجل مقطوع الرأس في العربة وأخذوه إلى منزل زوجته وسألوا عما إذا كانت متأكدة من أن زوجها قد أحضر رأسه عندما غادر المنزل هذا الصباح. قالت الزوجة: «لا أستطيع تذكر ذلك الآن!» لكنها فكرت لبرهة: «أوه نعم، لقد أحضر رأسه!» قالت. «أكل الملفوف معها هذا الصباح قبل مغادرته».

## روابط خارجية
- مولبوهيستورييه 01
- مولبوهيستورييه 02
- مولبوهيستورييه 03
- عمود مولبو
- بذور القش والبامبكينز
- المولبوز والدجاجة

الكتاب
- Molbo- og aggerbohistorier

الصور
- قصص قديمة من الدنمارك
- تلك Molboes الحمقى

بث صوتي
- Serenade af Molboerne

أشرطة فيديو
- Serenade af Molboerne
- مجففات مجففة من Molboerne